# ストロベリーロマンス
ストロベリーロマンスは、吉本興業に所属する日本の男女お笑いトリオ。かつてはK-PROに所属していた。略称は「ストロマ」。

## メンバー
CURACHI（くらち、1995年1月10日 -（30歳））
愛知県豊川市出身。身長174cm、体重63kg。
2021年5月、芸名をカタカナからローマ字表記に改名。
特技は野球で小学校時代に軟式野球、中学時代にボーイズリーグで全国大会への出場経験があり、現在でも草野球をやっている。
ネタ作りは3人で行なっているが原案はCURACHIであることが多く、単独ライブでの音楽・映像も主に担当している。
NSC大阪校36期出身。かつてはコンビ「トノサマピエロ」として吉本興業に所属しており、トノサマピエロとしては『おはスタ』『ウチのガヤがすみません!』『なるみ・岡村の過ぎるTV』などに出演している。
モデルとしての活動も兼ねており、東京MX「実験道場の実験道場」やアプリ「ミスティーノ」のCMにも出演している。
解散後、2024年11月29日に同期の元・ちからこぶの宮北裕太と新コンビ「XYZ」（エックスワイズィー）を結成したことを発表。

石田 達也（いしだ たつや、1990年12月18日 -（34歳））
東京都東村山市出身。身長167cm、体重69kg。
リーダー担当で、トリオをまとめたり代表してコメントする機会が多い。
特技は野球で、相方・CURACHIと同じ草野球チームに所属している。
元プロ野球選手・片岡治大のモノマネ芸人「ガタ岡」名義でも活動し、ラジオのレギュラー番組も持っている。阿部慎之助のモノマネ芸人・あれ慎之助、坂本勇人のモノマネ芸人・さかともとモノマネトリオ「読うりふたつ」も組んでいる。
かつてはコンビ「コスモスライダー」としてケイダッシュステージに所属していた。当時の相方は現在YouTuberのしょうちゃん（プリッとChannel）。

クドウ ミキコ（1999年6月29日 -（26歳））
千葉県船橋市出身。身長162cm、体重りんご48kg分。
千葉県立国府台高等学校、早稲田大学文化構想学部多元文化論系卒業。大学卒業以前は大学生と芸人を兼業していた。
憧れの芸人はサーヤ（ラランド）。
初のテレビ出演は『水曜日のダウンタウン』（TBSテレビ）で、当番組内にて芸人をやっていることを親にカミングアウトした。
解散後、2024年8月3日までに、芸人を引退し就職することを発表。

## 来歴・概要
2020年7月7日、CURACHI（当時クラチ）、石田、⊿あべみな（元ジョリー惑星）のトリオとして結成。当初のトリオ名は「ストロベリーバカンス」だったが一日で改名した。2021年3月14日に⊿あべみなが脱退、5月1日にクドウが加入して現在のメンバーとなる。
キングオブコント2021準々決勝進出、K-PRO牧場No.1決定戦進出、第4回ビートたけし杯決勝進出。キングオブコント2021ではストロベリーロマンスの他にモシモシ、ハチカイと男女混合トリオが3組も準々決勝進出を果たした。
2022年2月を以てK-PROを退所、フリーとなる。
2022年1月から2023年3月まで『ストロマ毎月単独』と称して、毎月1回の単独ライブを計15回開催。2023年4月1日から吉本所属となった（CURACHIは古巣へ出戻りということになる）。NSCでは東京校19期・大阪校36期と同期扱いになる。
ネタは主にコントを演じるが、漫才を披露するM-1グランプリにも出場経験がある。
2024年5月26日をもって解散することを発表した。

## 出演
- 水曜日のダウンタウン（TBS、2021年6月9日）
- 爆笑！ヒットパレード（フジ、2024年1月1日）
- Y-TUBE大賞（BSよしもと、2024年1月8日・同年2月2日）
- 中川家&コント（BSフジ、2024年1月14日）

## ライブ・舞台
- 初単独ライブ「今夜、ストロベリーロマンス劇場で」（2021年12月17日、西新宿ナルゲキ[16]）
- ストロマ毎月単独
  - Vol.1「ストロベリーロマンスがありあまる」（2022年1月15日、西新宿ナルゲキ[17][18]）
  - Vol.2「ストロベリーロマンスの神様」（2022年2月19日、江戸東京博物館小ホール[19]）
  - Vol.3「ストロベリー浪漫ス飛行」（2022年3月15日、江戸東京博物館小ホール[19]）
  - Vol.4「ストロベリーロマンスナイト」（2022年4月19日、座・高円寺2[19]）
  - Vol.5「STRAWBERRY ROMANCE DAWN -冒険の夜明け-」（2022年5月25日、座・高円寺2[19]）
  - Vol.6「ストロベリーロマンスフィールズフォーエバー」（2022年6月21日、中野区野方区民ホール[19]）
  - Vol.7「ストロベリーロマンス、イラネ」（2022年7月24日、中野区野方区民ホール[19]）
  - Vol.8「大正ストロベリー浪漫ス」（2022年8月23日、中野区野方区民ホール[19]）
  - Vol.9「ストロベリーロマンスムーン」（2022年9月29日、中野区野方区民ホール[19]）
  - Vol.10「ジェットコースター・ストロベリーロマンス」（2022年10月19日、中野区野方区民ホール[19]）
  - Vol.11「ストロマ・エッジ」（2022年11月15日、新宿区角筈区民ホール[19]）
  - Vol.12「ストローマの休日」（2022年12月2日、新宿バティオス[19]）
  - Vol.13「〜ストロマベストネタ単独〜　ストロベリーロマンス劇場で2023」（2023年1月8日、新宿バティオス[19][20]）
  - Vol.14「気まぐれストロベリーロマンスティック」（2023年2月25日、月島社会教育会館 4階ホール[21]）
  - vol.15「ストロベリーロマンスティックあげるよ」（2023年3月30日、深川江戸資料館小劇場[22]）
- 「ストロベリーロマンス寄席 ～イチゴイチエの大感謝祭～」(2023年3月31日、深川江戸資料館小劇場[22]）
- 「今夜、ストロベリーロマンス劇場で in大阪」（2022年9月18日、楽屋A[23]）